# Gorrtjärnen (Nordmalings socken, Ångermanland, 705060-169191)
Gorrtjärnen är en sjö i Nordmalings kommun i Ångermanland och ingår i Öreälven-Leduåns kustområde. Sjön har en area på 0,0625 kvadratkilometer och ligger 8 meter över havet.

## Delavrinningsområde
Gorrtjärnen ingår i det delavrinningsområde (705127-169171) som SMHI kallar för Mynnar i Nabbsundet. Medelhöjden är 15 meter över havet och ytan är 1,68 kvadratkilometer. Räknas de 2 avrinningsområdena uppströms in blir den ackumulerade arean 9,72 kvadratkilometer. Vattendraget som avvattnar avrinningsområdet har biflödesordning 2, vilket innebär att vattnet flödar genom totalt 2 vattendrag innan det når havet efter 5,5 kilometer. Avrinningsområdet består mestadels av skog (72 procent) och sankmarker (14 procent). Avrinningsområdet har 0,07 kvadratkilometer vattenytor vilket ger det en sjöprocent på 3,9 procent.